# São Domingos (Bahia)
Pour les articles homonymes, voir São Domingos et Domingos (homonymie).
São Domingos est une municipalité brésilienne de l'État de Bahia et la microrégion de Serrinha.